# Acropyga inezae
Acropyga inezae é uma espécie de formiga do gênero Acropyga, pertencente à subfamília Formicinae.